# Haagespostoa
Haagespostoa es un género de cactus, híbrido natural entre Haageocereus y Espostoa.
- Datos: Q3782307
- Especies: × Haagespostoa